# Donzelles de l'any 2000
Donzelles de l'any 2000 és un grup de dones poetes dels Països Catalans nascudes a partir de 1970. El grup va néixer arran de la trobada de joves escriptors, narradors i poetes que es va celebrar a Gandia l'octubre de 2010. El seu nom fa referència a l'obra de Maria Antònia Salvà i Ripoll, que l'any 1934 es dirigia A les donzelles de l'any dos mil. L'activitat poètica del grup es va traduir en la publicació de l'antologia homònima. Entre els membres es troben Mireia Calafell, Mireia Vidal-Conte, Rosa Comes, Sílvia Bel, Sònia Moll Gamboa, Mireia Companys Tena, Jèssica Pujol Duran, Xènia Dyakonova, Montserrat Costas, Sandra Domínguez Roig, Laura Dalmau, Raquel Estrada Roig, Teresa Bosch Vilardell, Sara Bailac i Ardanuy, Joana Navarro, Begonya Pozo, Irene Verdú, Noèlia Díaz Vicedo, Christelle Enguix, Isabel García i Canet, Teresa Colom i Pich, Maria Antònia Massanet, Glòria Julià Estelrich, Maite Brazales, Fàtima Anglada, Aurélia Lassaque i Anna Cinzia Paloucci.

## Publicacions
- 2013 Donzelles de l'any 2000. Antologia de dones poetes dels Països Catalans, Editorial Mediterrània[4]